# Душан Лукач
Душан Лукач (Ивањска, 11. новембар 1926 — 2000) био је српски историчар.

## Биографија
Рођен је 11. новембра 1926. године у селу Ивањска у општини Отока у Босанској Крајини. Након завршене Учитељске школе у Бања Луци 1948. године, прешао је у Сарајево на студиј историје на Филозофском факултету у овом граду, који завршава 1952. године. По завршетку студија радио је у Бањој Луци, као професор у гимназији, а потом и као кустос у Музеју Босанске Крајине. Докторат историјских наука са темом „Устанак 1941. у Босанској Крајини и првих пет крајишких народноослободилачких партизанских одреда“ одбранио је 1965. на Филозофском факултету у Београду, пред комисијом коју су сачињавали: Васо Чубриловић, Јован Марјановић и Јован Милићевић. Дисертацију је 1967. године објавио Војноиздавачки завод, под насловом „Устанак у Босанској Крајини”, у оквиру серије „Ратна прошлост наших народа”.
Након одбране дисертације трајно је прешао у Београд, на Институт за историју радничког покрета, гдје је добио звање научног истраживача. Тема његовог рада на Институту (који је променио назив у Институт за савремену историју) је Раднички покрет у Југославији и национално питање 1918—1941, коју је објавио 1972. године, као посебну књигу и на основу које је стекао звање вишег научног сарадника.
По оснивању Балканолошког института САНУ прешао је да ради у овој институцији. Тема рада је био Продор Хитлеровог Трећег рајха на Балкан.
Почетком седамдесетих и током неколико година је био руководилац пројекта „Велике силе на Балкану у XX вијеку”. Паралелно са овим истраживањима, прихватио се задатка да прикупља грађу за „Срби у етнодемографским токовима и самоодбрани свога опстанка у XIX и XX веку“. Посебно плодна активност била је током студијског боравка у трајању од шест мјесеци у Москви и Берлину. Учествовао је на скуповима у Кијеву, Харкову, Букурешту, Софији, Солуну, Атини, Будимпешти, Бечу, Кобленцу, Лондону, Бону итд.
Био је секретар Одбора САНУ за прикупљање и објављивање архивске грађе о спољњој политици Србије 1903—1914. За штампу је сам приредио VI том ове публикације од двије књиге одштампане 1981. године.
Научно-истраживачки рад Душана Лукача је везан за теме савремене историје. У току свог радног вијека објављивао је дјела из следећих тематских блокова: историја НОР у Југославији, историја радничког покрета, историја Првог и Другог свјетског рата, односи замаља источне Европе и Балкана према њемачком Трећем рајху и миграције Срба у XIX и XX вијеку.
Учестововао је у редакцијама: „Историјског гласника Србије“ од оснивања, „Историјског зборника“ Институту за историју у Бањој Луци, као и зборника Универзитета „Ђуро Пуцар Стари“ у Бањој Луци. За књигу „Устанак у Бањој Луци“ је 1967. године добио Награду „22. децембар“ Југословенске народне армије, a 22. априла. 1969. године је за рад на унапређењу просвјете, науке и културе у Босанској Крајини одликован наградом скупштине града Бања Луке „Веселин Маслеша“. Предсједништво СФРЈ 1987. године додјелило му је Ореден братства и јединства са златним вијенцем.
Преминуо је 2000. године.

## Изабрана библиографија

### Књиге
- Лукач, Душан (1967).  Петковић, Радомир, ур. Устанак у Босанској крајини (PDF). Београд: Војноиздавачки завод.
- Лукач, Душан (1968). Бања Лука и околица у рату и револуцији 1941-1945. Бања Лука: Савез удружења НОР-а општине, Одбор за писање историје револуционарног покрета и хронике НОР-а.
- Лукач, Душан (1972). Раднички покрет у Југославији и национално питање 1918—1941. Београд: Институт за савремену историју "Export press".
- Лукач, Душан (1979). Партизанска Јасеница. Београд: СО Босанска Крупа.
- Лукач, Душан (1982).  Тихић, Есад, ур. Трећи рајх и земље југоисточне европе - први део 1933-1936 (PDF). Београд: Војноиздавачки завод, Балканолошки институт САНУ, ИРО Рад, Партизанска књига, ИРО Просевета.
- Лукач, Душан (1982).  Тихић, Есад, ур. Трећи рајх и земље југоисточне европе - други део 1937-1941 (PDF). Београд: Војноиздавачки завод, Балканолошки институт САНУ, ИРО Рад, Партизанска књига, ИРО Просевета.
- Лукач, Душан (1987).  Самарџић, Радован, ур. Трећи рајх и земље југоисточне европе - трећи део 1941-1945 (PDF). Београд: Војноиздавачки завод, Балканолошки институт САНУ.
- Лукач, Душан (1987).  Самарџић, Радован, ур. Трећи рајх и земље југоисточне европе - четврти део 1943–1945. Београд: Војноиздавачки завод, Балканолошки институт САНУ.
- Лукач, Душан (1998). Посебна издања, књ. 73: Три геноцида над Србима у XX веку. Београд: САНУ, Балканолошки институт.

### Студије и чланци
- Душан, Лукач (1962). „Четничка издаја у Босанској крајини 1941. и у првој половини 1942. године”. Зборник. Бања Лука: Крајишки музеји. I: 245—289.
- Душан, Лукач (1963). „Формирање првих НОО-а у Босанс. крајини”. Зборник. Сарајево: Друштво историчара БиХ.
- Душан, Лукач (1964). „Илегални НОП у Бањој Луци од августа до октобра 1941.”. Зборник. Бања Лука: Крајишки музеји. II.
- Душан, Лукач (1972). „Учесници из Хрватској у дискусији о националном питању у НПРЈ 1923. године”. Часопис за сувремену историју. Загреб: Хрватски институт за повијест. 4.
- Душан, Лукач (1974). „Светозар Марковић о народној буни, ослободилачком рату и револуцији у процесу ослобађања народа Балкана”. Balkanica. Београд: САНУ, Балканолошки институт. V.
- Душан, Лукач (1975). „Интересовање у нацистичкој Немачкој за изградњу хидроенергетског система у Ђердапу”. Balkanica. Београд: САНУ, Балканолошки институт. VI.
- Душан, Лукач (1977). „Утврђивање основних праваца и метода експанзије Трећег рајха према југоистоку Европе по доласку нациста на власт 1933. године”. Balkanica. Београд: САНУ, Балканолошки институт. VIII.
- Душан, Лукач (1981). „Извршавање задатака који су постављени на шехитлучким савјетовањима у Босанској крајини”. Обласна партијска савјетовања на Шехитлуцима у јуну и јулу 1941. у развоју устанка у Босанској крајини : зборник радова с "Округлог стола" који је одржан 25. септембра 1981. у Бањалуци. Бањалука: Институт за историју у Бањалуци: 99—112.  19743495
- Душан, Лукач (1982—1983). „Место Краљевине Југославије у плановима и експазионистичким подухватима Трећег рајха према југоистоку Европе до 1941. године”. Balkanica. Београд: САНУ, Балканолошки институт. XIII–XIV.
- Душан, Лукач (1985). „Политичка и војна збивања на југоистоку Европе у јесен 1944 године”. Историјски зборник. Бања Лука: Институт за историју у Бањој Луци. 6/VI.
- Душан, Лукач (1987). „Румунија и комадање Југославије 1941-1942. године”. Balkanica. Београд: САНУ, Балканолошки институт. XVI-XVII.
- Душан, Лукач (1978). Зборник, Знанствена конференција Снаге и путови рата и мира - Улога Балкана у освајачким плановима Осовинских сила. Загреб. стр. 200—208.
- Lukač, Dušan (1988). „Denacionalizacija, iseljavanje i genocid na Balkanu u toku Drugog svetskog rata” (PDF). Istorija 20. veka: Časopis Instituta za savremenu istoriju. 6 (1-2): 53—85.[7]